# Hôtel des Artistes : Loterie
Pour plus de détails, voir Fiche technique et Distribution.
Hôtel des Artistes : Loterie est un court métrage français réalisé par Jean Perdrix en 1949.

## Synopsis
A l'Hôtel des Artistes, des interprètes essaient de dissuader en chanson un huissier qui tentent de saisir les meubles.

## Fiche technique
- Réalisation : Jean Perdrix
- Production : Jacques Vitry
- Photographie : Jacques Lemare
- Pays :  France
- Format : Noir et blanc - Mono
- Genre : Comédie
- Durée : 12 minutes
- Année de sortie : 1949

## Chansons
- Fiesta Mexicaine
  - Musique : Jean Jeepy
  - Paroles : Jean Jeepy
  - Interprétation : Guy Marly

- Qu'il était Doux
  - Musique : Jim Schott
  - Paroles : Henri Contet
  - Interprétation : Éliane Embrun

- C'est la Faute du Vent
  - Musique : Jacques Dutailly
  - Paroles : Jacques Dutailly
  - Interprétation : Jacques Dutailly

## Production
Les chansons sont interprétées avec l'orchestre de Camille Sauvage.